# Raymond Oliver Faulkner
Raymond Oliver Faulkner (Shoreham-by-Sea, 26 dicembre 1894 – Ipswich, 3 marzo 1982) è stato un egittologo britannico specializzato nella filologia egizia.

## Biografia
Nacque a Shoreham-by-Sea, nel Sussex, figlio dell'impiegato di banca Frederick Arthur Faulkner e di Matilda Elizabeth Faulkner (da nubile Wheeler). Nel 1912 trovò un posto come dipendente pubblico che dovette però lasciare quando fu chiamato come soldato durante la prima guerra mondiale, ma dopo un breve periodo di servizio rimase ferito e, nel 1916, poté ritornare al suo impiego. 
Presto si interessò all'egittologia e nel 1918 iniziò nel tempo libero a studiare l'egizio allo University College di Londra sotto la guida di Margaret Murray. Nel 1926 divenne assistente a tempo pieno di Alan Gardiner, dal quale ricevette la formazione filologica e che lo incoraggiò a pubblicare i propri lavori sui testi egizi.
Fu editore del Journal of Egyptian Archaeology dal 1946 al 1959 e scrisse molti libri, articoli e recensioni. Nel 1950 divenne membro della Società degli antiquari di Londra.
Nel 1951 divenne assistente nell'insegnamento linguistico nello University College London, progredendo fino a diventare lettore di lingua egizia – carica che tenne dal 1954 al 1967. Conseguì il dottorato in lettere (Doctor of Letters, un grado superiore al normale dottorato conseguibile in alcuni paesi fra cui il Regno Unito) all'Università di Londra nel 1960. 
La principale area di interesse di Faulkner fu la filologia egizia, ossia lo studio della lingua e dei testi, e i suoi maggiori contributi all'egittologia furono la traduzione e la catalogazione di molti importanti testi antichi. Di particolare importanza il suo vocabolario dell'egizio medio (A concise dictionary of Middle Egyptian), che rimane ancora oggi uno dei più diffusi e importanti vocabolari dell'egizio in lingua inglese.
Morì a Ipswich, nel Suffolk, il 3 marzo 1982.

## Opere
- The Plural and the Dual in Old Egyptian, Edition de la Fondation Egyptologique Reine Elisabeth, Bruxelles, 1929.
- The Papyrus Bremner-Rhind, Édition de la Fondation égyptologique Reine Élisabeth, Bruxelles, 1933.
- Egypt from the Inception of the Nineteenth Dynasty to the Death of Ramesses III, fascicolo 52 per The Cambridge Ancient History, ISBN 0-521-04477-4, 1966.
- The Ancient Egyptian Pyramid Texts, Clarendon Press, Oxford, 1969, ISBN 0-85668-297-7. Ristampa rilegata, ISBN 0-19-815437-2.
- The Book of the Dead: Book of Going Forth by Day, ISBN 0-8118-0767-3, 1972.
- con S. Glanville, Catalogue of Egyptian Antiquities in the British Museum. Vol.II: Wooden Model Boats, British Museum, Londra, ISBN 0-7141-0914-2, 1972.
- A Concise Dictionary of Middle Egyptian, Griffith Institute, Oxford, 1962-1972, ISBN 0-900416-32-7.
- The Ancient Egyptian Coffin Texts, Aris & Phillips, Oxford, 1972-78, 2004, ISBN 0-85668-754-5, 3 voll.
- con William K. Simpson, E. Wente, The Literature of Ancient Egypt, Yale University Press, 1969, ISBN 0-300-01687-5.